# San Guinefort

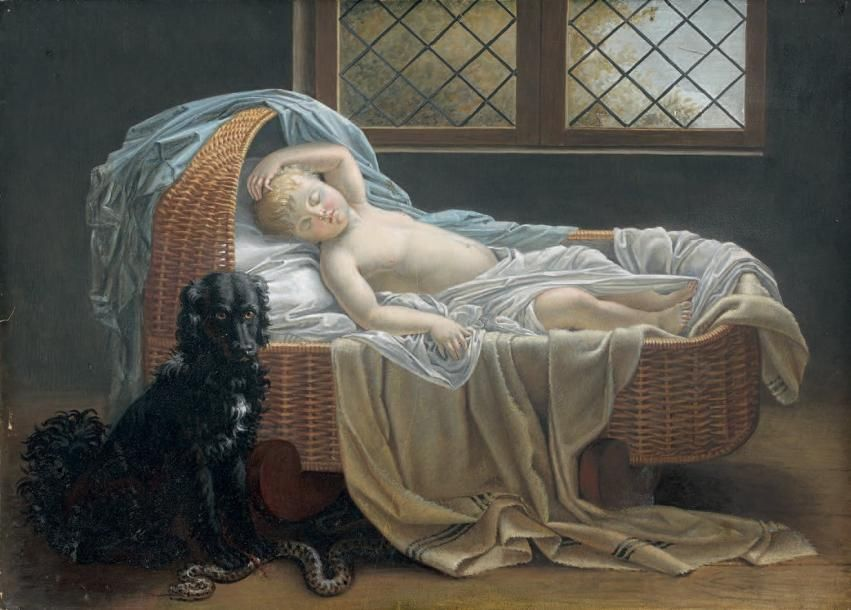
Pintura del.

San Guinefort fue, según la leyenda, un perro de raza lebrel que vivió en la Francia del siglo XIII, y fue objeto de devoción como santo después de muerto. Su santidad no es reconocida por la Iglesia Católica, que ha prohibido varias veces el culto a este animal.

## Historia que cuenta la tradición
En una de las primeras versiones de la historia, descrita por el monje dominico Esteban de Borbón en 1250, en su libro De Supersticione, donde recopilaba una larga lista de leyendas y fábulas moralizantes, el galgo Guinefort pertenecía a un caballero que vivía en un castillo cerca de Lyon. Un día, el caballero salió de caza y dejó a su hijo pequeño al cuidado de Guinefort. Cuando regresó, encontró la guardería desordenada: la cuna volcada, el niño desaparecido y Guinefort saludando a su amo con las fauces ensangrentadas. Creyendo que Guinefort había atacado a su hijo, el caballero mató al perro y lo tiró a un pozo. Entonces oyó el llanto de un niño; volcó la cuna y encontró a su hijo tendido, sano y salvo, junto con el cuerpo de una víbora ensangrentada por las mordeduras del perro. Guinefort había matado a la víbora y salvado al niño. Al darse cuenta del error, la familia le dio un entierro con todos los honores, lo cubrió con piedras y plantó árboles a su alrededor, erigiendo un santuario para Guinefort. Al enterarse del martirio del perro, los lugareños lo veneraban como un santo y visitaban su santuario de árboles cuando lo necesitaban, especialmente las madres con hijos enfermos.
Seguramente está basada en un cuento popular galés llamado El sabueso fiel, de contenido muy parecido. A través de este cuento, el predicador intentaba advertir de los riesgos de actuar precipitadamente y movidos por la ira.

## Culto posterior
El culto fue ridiculizado por los protestantes. Posteriormente, los historiadores han apreciado en este fenómeno social una muestra de la ansiedad medieval por la alta mortalidad infantil.
La iglesia católica consideró que la costumbre era dañina y supersticiosa, y se esforzó por erradicarla. En un principio, todo aquel que era encontrado adorándolo era castigado con una multa. A pesar de las reiteradas quejas y prohibiciones de la iglesia, el culto local al animal fueron constantes hasta principios de siglo XX.
Su festividad era el 22 de agosto. Su culto persistió hasta 1940.